# Monasterio premonstratense de Leles
El monasterio premonstratense de Leles (en eslovaco: Premonštrátsky kláštor Leles) es un monasterio premonstratense del siglo XII situado en Leles, en el sudeste de Eslovaquia, en el distrito de Trebišov de la región de Košice. La iglesia de la Santa Cruz y la capilla de san Miguel forman parte del complejo.
Se halla en las afueras del pueblo, en una meseta elevada, y su estructura, similar a la de un castillo, con su gran tamaño y su torre, es visible desde lejos. La torre blanca de su antigua iglesia y el edificio adyacente del convento conservan huellas de siglos de conflictos.

## Historia

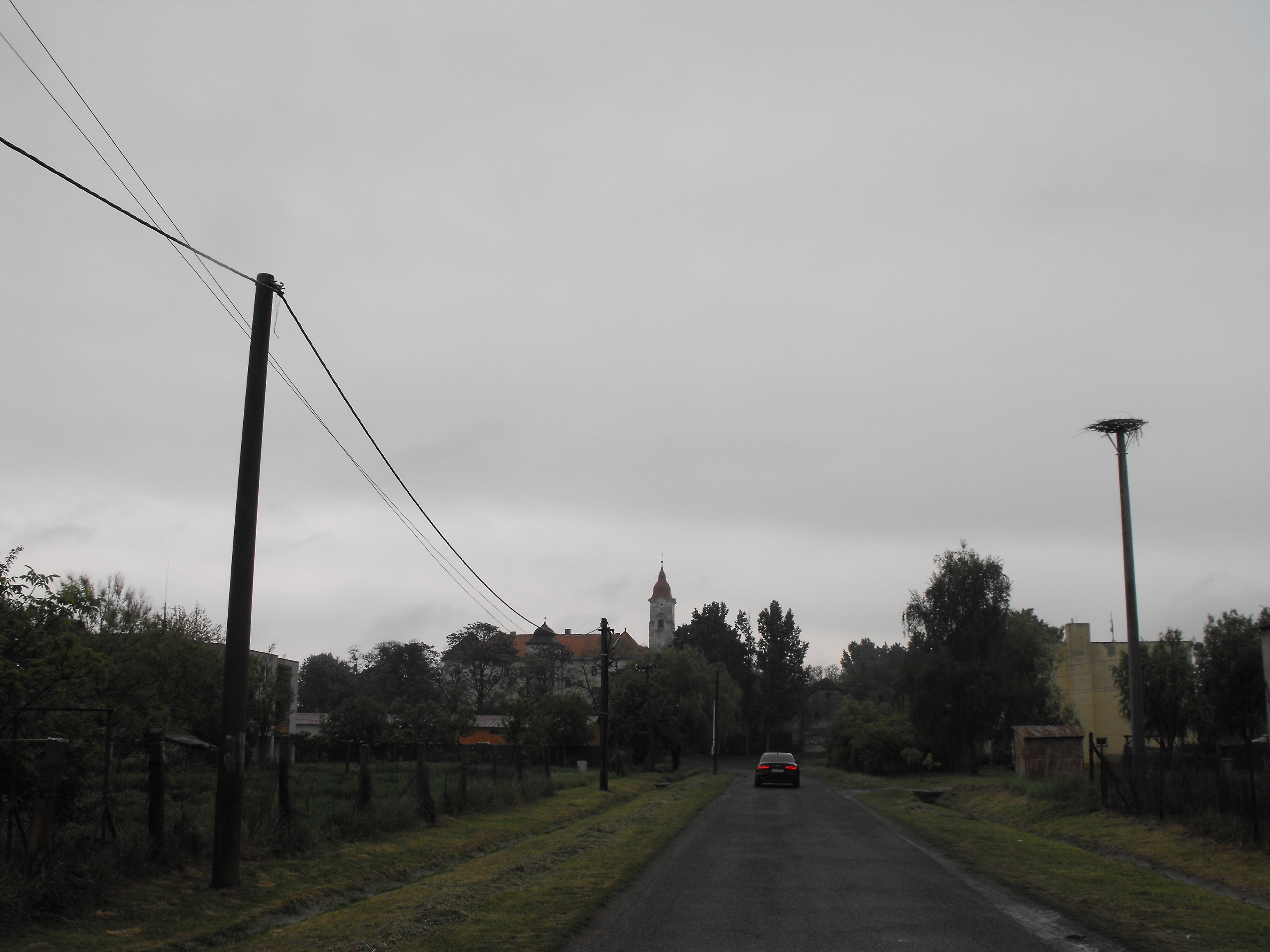
Otra vista del monasterio, desde lejos.

La primera mención escrita del monasterio se remonta a 1214. Sin embargo, el monasterio se puede fechar antes, en el período de 1188 a 1196, por lo que sería el monasterio más antiguo de la comarca de Zemplín. La ubicación de la fundación no se eligió al azar, y esta ubicación ventajosa redundaría en el desarrollo del convento y el asentamiento: Leles era un punto de contacto y un lugar donde la espiritualidad era primordial, pero también era el centro administrativo y legal de la región. Los monjes premonstratenses tenían los llamados locus credibilis (una especie de notaría), un lugar donde se podían verificar los documentos oficiales.
Leles y su monasterio eran propiedad de los otros dos monasterios del territorio del actual arzobispado de Košice. Tras la división de Panonia por parte de los húngaros, el pueblo cayó en manos del castillo real de Zemplín. El rey Bela II, a mediados del siglo XII lo separó de la propiedad del castillo y lo donó como regalo de bautizo a Boleslao (1132), quien más tarde se convertiría en obispo de Vác. La propiedad donada para la fundación incluía los actuales Kráľovský Chlmec, Veľké Kapušany, Poľany, Čierna, Malé Kapušany, Shishlivtsi, Lekárovce, Botfalva, Viszoha, Solovka, Vajdácska, Kanyár, así como una parte de Batt y Agárd.
Una carta del Papa Inocencio III de 1199 menciona al obispo Boleslao de Vác, en relación con el dinero destinado a la construcción de un monasterio. Boleslao ordenó construir una iglesia para la planta baja del monasterio en 1210, que estaba dedicada a la Santa Cruz. Fue consagrada por el obispo de Eger. La fundación de Boleslao fue confirmada en 1214 por Andrés II, más tarde por el rey Carlos Roberto en 1334, por Luis I en 1342 y 1364, por el rey Segismundo en 1406 y por el rey Matías en 1486.
Inicialmente, el monasterio perteneció a la diócesis de Eger hasta 1348 y en 1400 pasó a estar subordinado al arzobispo de Esztergom. La abadía fue fundada con la ayuda de monjes provenientes directamente del corazón de la orden, el monasterio de Prémontré, en Francia.
En 1213, Andrés II pasó por Leles en una expedición al principado de Galitzia, acompañado por su esposa Gertrudis de Merania, madre de Bela, Andrés, María y la futura santa Isabel. El edificio inicial y el pueblo sufrieron graves daños durante la invasión tártara de 1241. El monasterio románico sufrió daños y tuvieron que construir una nueva iglesia gótica, que se construyó entre los años 1315 y 1366 junto con el ala este del monasterio, en la que aún se conserva una capilla gótica. Desde finales del siglo XIII el monasterio se convertiría en un lugar importante. Su tarea consistía en conservar los documentos de toda la región, y se ocupó de ella hasta 1567. Al mismo tiempo, los estudiantes de las escribanías aprendían aquí a escribir los documentos oficiales.
A lo largo de los siglos, el monasterio y la iglesia de la Santa Cruz estuvieron bajo la influencia de varias familias aristocráticas, lo que provocó la intervención de los poderosos en la vida del monasterio, con la intención de pasarlo a su propiedad. El monasterio fue saqueado muchas veces. El preboste Ján Péči, que había prometido fidelidad al emperador Fernando, recibió el encargo de fortificar el monasterio con murallas por motivos de seguridad. En la guerra civil que siguió a la pérdida de la batalla de Mohács, la comunidad de Leles padeció mucho por las disputas de los reyes rivales. Los miembros de la comunidad estaban en el partido del rey Juan Zapolya. Esto proporcionó una excusa para que los seguidores de Fernando de Habsburgo  saquearan Leles en 1527, sin embargo, cinco años más tarde, Francisco II Drugeth de Homonnai, un conocido seguidor de Juan >apolya recuperaba el monasterio.
Leles se convirtió en un típico pueblo agrícola. En 1557 la aldea tenía doce hogares, ocho sirvientes, ocho pobres y tres guardias en el monasterio. Durante los siglos XIV y XV, el edificio del monasterio fue reconstruido y ampliado, agregando gradualmente más secciones, Esto trabajos culminaron en 1533 con la construcción de una fortificación en relación con el inminente peligro turco. Se añadieron muros en el área norte, colocando la puerta de entrada probablemente con un puente levadizo. Entre 1623 y 1639 se modificó la enorme torre que protegía la entrada al complejo.
La mayor parte del monasterio fue destruida en 1555 por miembros de la familia Perényi, que eran partidarios del protestantismo, que sería desalojado tres años después por los Teleki. En ese momento, la propiedad del monasterio se dividió en tres partes entre propietarios seculares, Alexander Nagy-Mitali, František Vekei y Peter Panka, hasta que el obispo Pál Segedi recuperó la propiedad para la iglesia en 1588. En 1620, István Teleki restauró la iglesia y el monasterio.
Durante la guerra de los kuruc, Francisco Rákóczi II se llevó los archivos del monasterio al castillo de Munkács, tiempo durante el cual se destruyeron muchos documentos preciosos. Miklós Bercsényi guardó la mayoría de los documentos (esta parte del archivo se denomina "documentos de Bercsényi”).
La iglesia fue administrada por los monjes premonstratenses hasta que el emperador austríaco José II en 1787 lo abolió. A partir de entonces, en Leles se turnarían administradores en la gestión de la propiedad. Uno de los más importantes fue el conde Karol František Kunitz-Wiessenburg, quien contribuyó a un aumento significativo de los activos, a la expansión de los edificios agrícolas y a la organización profesional de los documentos del archivo. Reconstruyó el monasterio y le agregó un segundo piso. Hizo que se reconstruyera la iglesia, se la dotara de nuevos altares y una rica decoración. Durante este período se reconstruyó asimismo la capilla de San Miguel.
Desde 1802, el monasterio estuvo bajo la administración de la abadía de Jasov. Ese año, el monasterio volvió a cumplir su función como tal y como lugar de verificación, cuando el emperador Francisco II reanudó las actividades de la orden Premonstratense en Hungría. Los monjes premonstratenses tuvieron que suspender sus actividades desde 1950, durante el período socialista, hasta 1989. La capilla se convirtió en un depósito sanitario para fertilizantes artificiales y en un lado de la capilla se crearon instalaciones sanitarias, lo que dañó el yeso y provocó humedades en las paredes. A partir de 1989, los monjes premonstratenses regresaron para realizar sus actividades espirituales hasta la actualidad, bajo la dirección de la abadía de Jasov. En 1994, el monasterio pasó a manos de la orden premonstratense. En esa década, el abad de Jasov, Tomáš, hizo restaurar la iglesia y sus valiosos frescos.
En la actualidad se están llevando a cabo investigaciones arqueológicas en el complejo del monasterio. En el interior del yacimiento Rajský dvor, se encontraron 29 edificios y 36 tumbas, que junto con los hallazgos de 2013 suman 54 tumbas, la mayoría de las cuales datan del siglo XI. Otros hallazgos incluyen un edificio del edificio del monasterio más antiguo (siglos XII-XIII). Rajská záhrada ("Jardín del Paraíso") es el nombre con el que se conoce el claustro anexo en el que había una especie de piscina rectangular para simbolizar el bautismo.

## El monasterio y su legado
Durante ocho siglos, los miembros de la orden desarrollaron actividades en el campo de la vida eclesiástica, trajeron avances en la cultura económica, mantuvieron una escuela en el monasterio y también se dedicaron a los enfermos y los pobres. Muchos de los prebostes ocuparan altos cargos de responsabilidad. El monasterio, como locus credibilis, prestó un gran servicio al poder judicial, sus actividades se extendieron por doce condados. Los materiales del archivo es un recurso rico en los campos del derecho, la historia familiar, la paleografía y la genealogía.

## Exterior

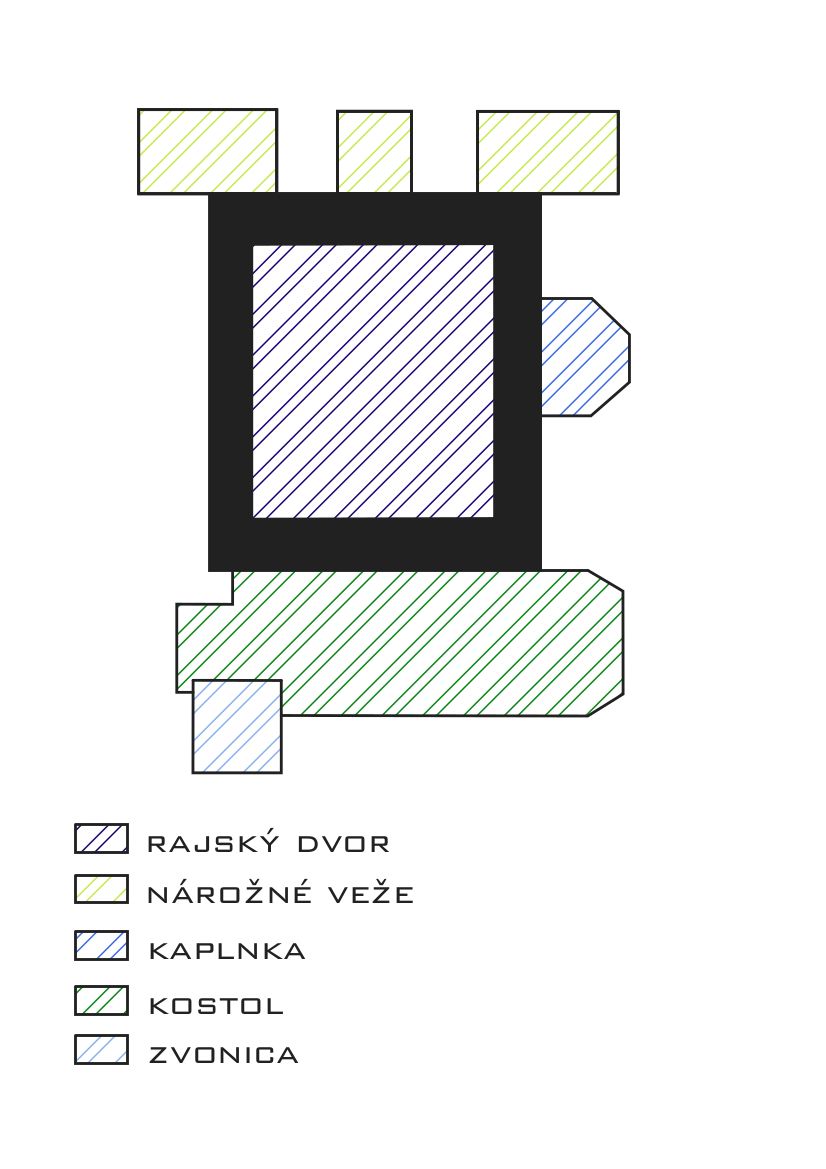
Dibujo esquemático de la planta del monasterio.

El recinto está cerrado en el lado sur por una iglesia gótica. Este edificio gótico de 1315-1366 forma el ala sur del complejo de cuatro muros del monasterio, que encierra el patio central que una vez estuvo rodeado por las arcadas del claustro. En el lado este, el edificio de la iglesia se apoya en pilares, que también dividen el ábside poligonal de la capilla y continúan en el exterior de la iglesia en el este. La capilla está situada en el ala sur del monasterio junto con la iglesia. El patio central tiene pórticos renacentistas. La iglesia es de una sola nave con presbiterio poligonal. En el lado oeste se halla una torre reconstruida en estilo barroco con tejado acampanado.

## Interior
En el edificio del monasterio hay bóvedas de crucería renacentistas en la planta baja, mientras que en las plantas superiores hay techos planos. Una verja de hierro forjado barroca cierra la escalera que conduce al primer piso.

## Iglesia de la Santa Cruz
La iglesia de la Santa Cruz fue construida en el siglo XIV, más precisamente entre los años 1315 y 1366. El edificio fue remodelado en estilo barroco durante los siglos XVII y XVIII y no fue renovado hasta 1892. En la actualidad forma el ala oriental del monasterio, que también incluye la capilla gótica de san Miguel.
La iglesia es un espacio de una sola nave con cierre poligonal del presbiterio. El espacio de la iglesia está cerrado por bóvedas de crucería con nervaduras estriadas, que llegan a los pilares de asiento. Estos están acabados con capiteles de hojas de acanto góticos. El interior también cuenta con ventanas barrocas semicirculares típicas de la arquitectura del siglo XVII, así como un arco triunfal barroco. El altar mayor de J. Hartmann en estilo rococó fue construido entre los años 1744 y 1750. La imagen central del altar mayor es la imagen de santa Elena y una extensión del ojo de Dios. También incluye las figuras de dos obispos y dos reyes. El púlpito del barroco tardío, construido a mediados del siglo XVIII, es peculiar tanto por su tamaño como también por la cantidad de estatuas ubicadas no solo en el alféizar de la ventana sino también en la parte superior del dosel.

## Capilla de san Miguel
En la esquina sureste del monasterio, justo al lado de la sacristía, hay una sala capitular, actualmente conocida como la capilla de san Miguel. La capilla tiene planta rectangular longitudinal con un extremo poligonal al este. Está iluminada por tres ventanas semicirculares barrocas, bajo las cuales se encuentran los restos del revestimiento de las ventanas góticas originales. En las esquinas se encuentran restos de pilares góticos, algunas de las cuales han conservado parcialmente las aristas de la bóveda de crucería. Las pinturas de la capilla se dividieron en cuatro bandas horizontales. La franja más baja resultó completamente dañada debido a la humedad en las paredes. En la parte sur de la capilla, un cuadro está dedicado al Juicio Final. Representa a dos ángeles con trompetas y llamando al Juicio Final, los muertos levantándose del suelo. Las pinturas también representan al arcángel Miguel, que sostiene  almas humanas. Las pinturas del lado norte resultaron mucho más dañadas y por lo tanto su identificación es mucho más difícil. La franja superior está separada del centro por dos líneas de una inscripción gótica, que data de finales del siglo XIV. Como las pinturas estaban dañadas, la inscripción también es muy difícil de leer. Otro cuadro fue identificado como el encuentro de Cristo con Verónica, Santa Isabel y los reyes de Hungría. Las pinturas góticas de la capilla, que se han conservado, atestiguan la importante posición de la orden premonstratense, hay representaciones iconográficas muy exigentes, que no estaban destinadas al público, sino solo a un pequeño círculo de personas cultas.

## Galería

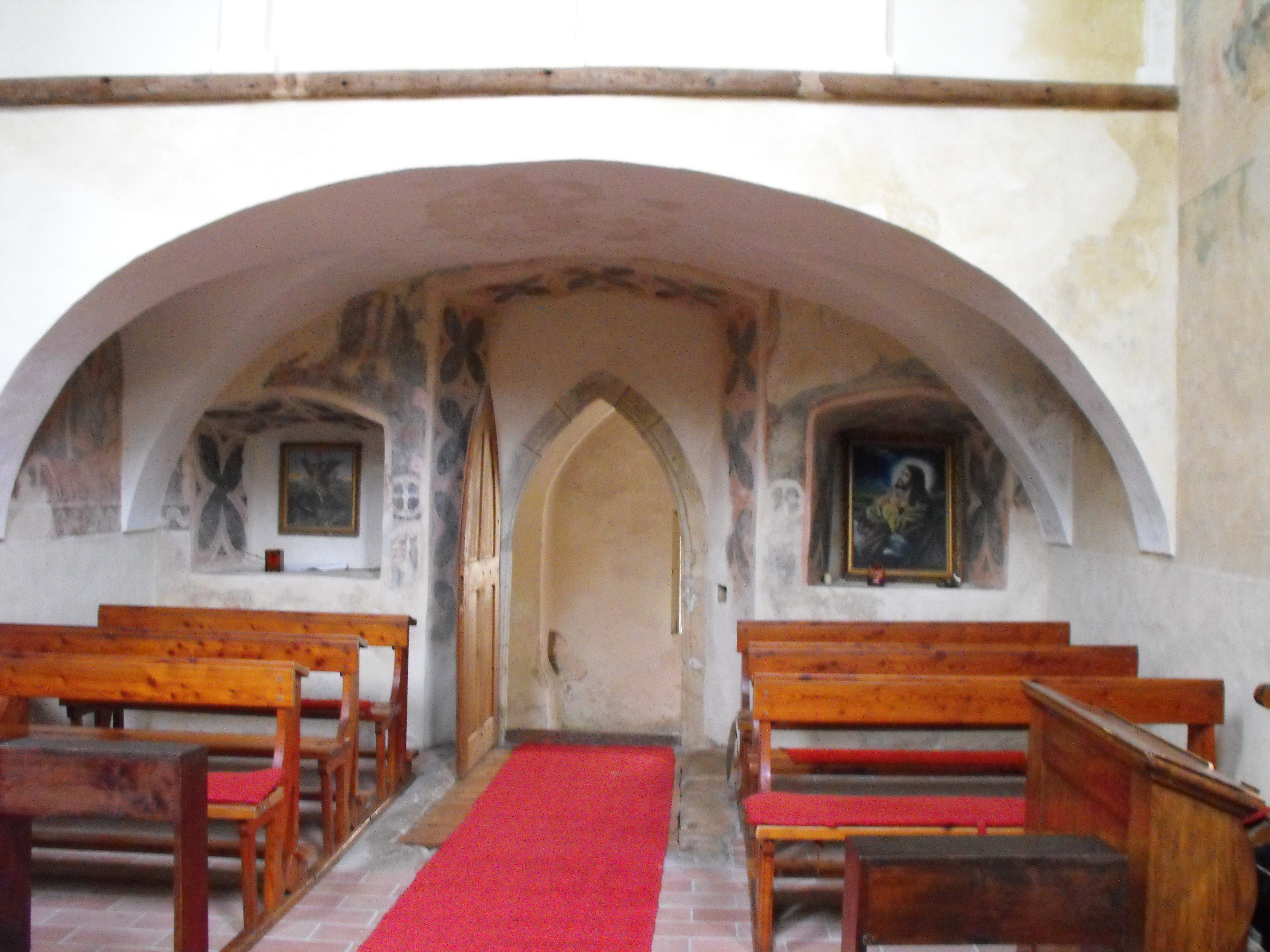
Interior de la capilla de san Migeul
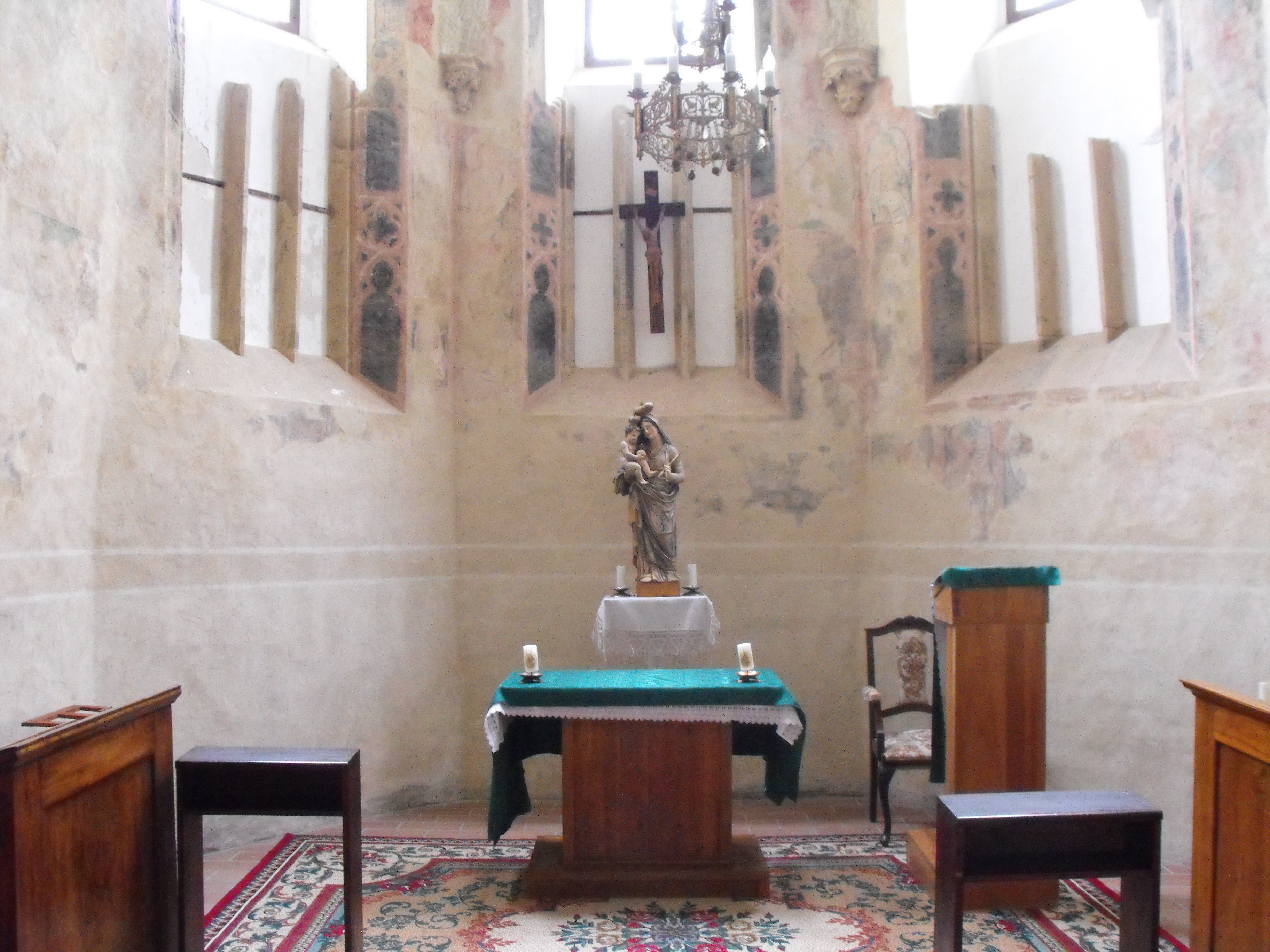
Presbiterio de la capilla de san Miguel
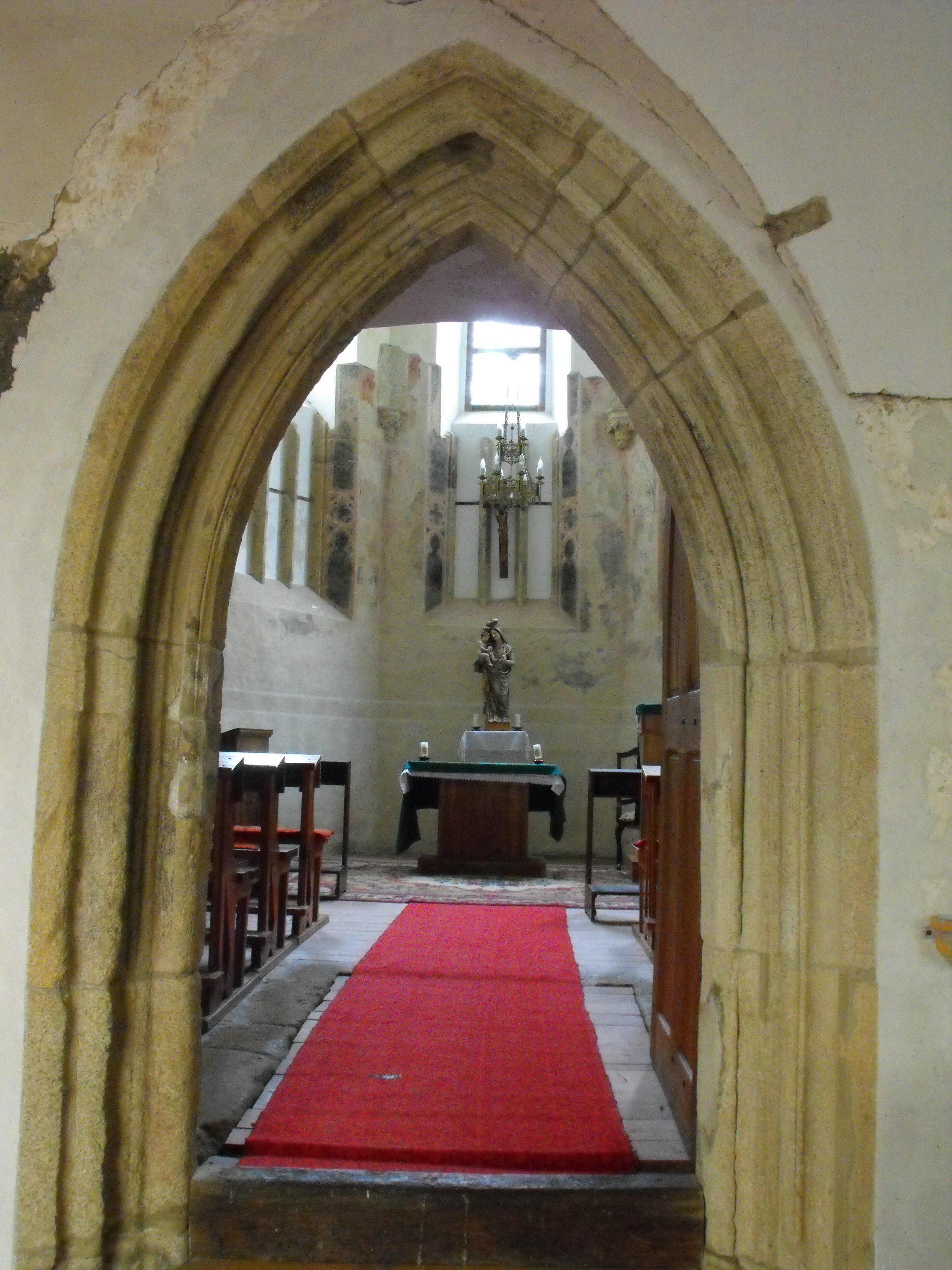
Portal gótico
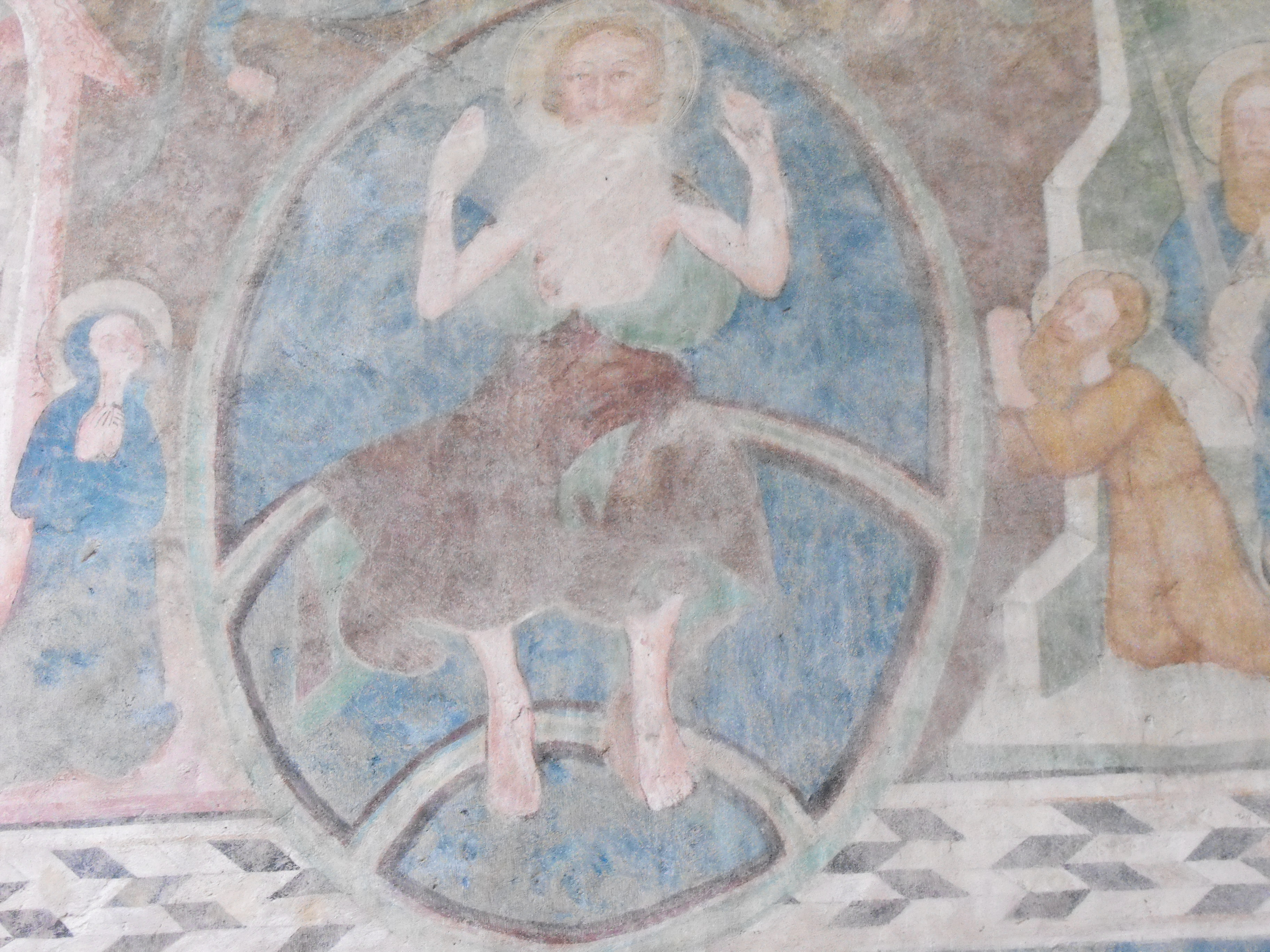
Frescos góticos.
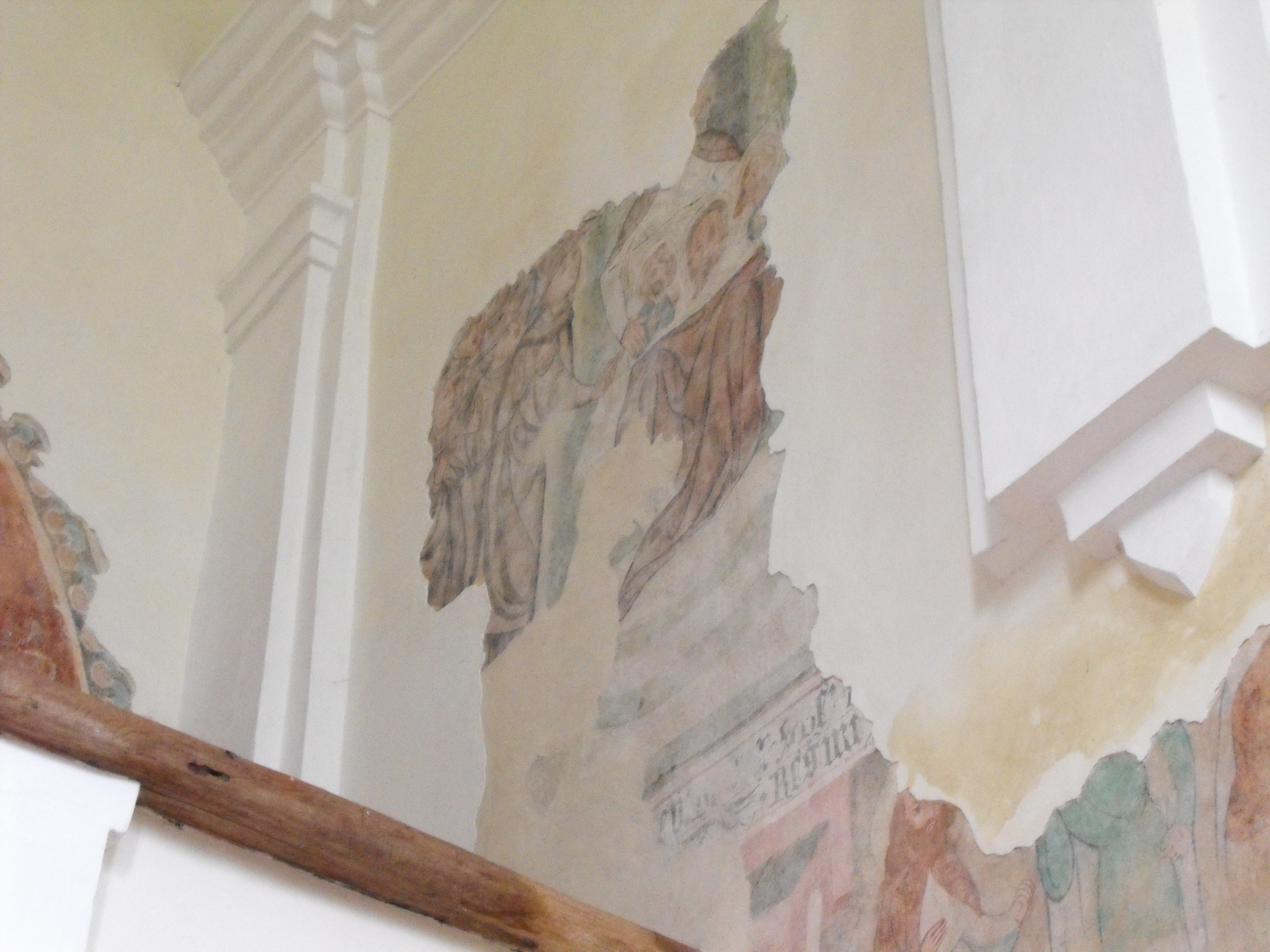
Figura sentada en las pinturas de la pared norte de la sala capitular.
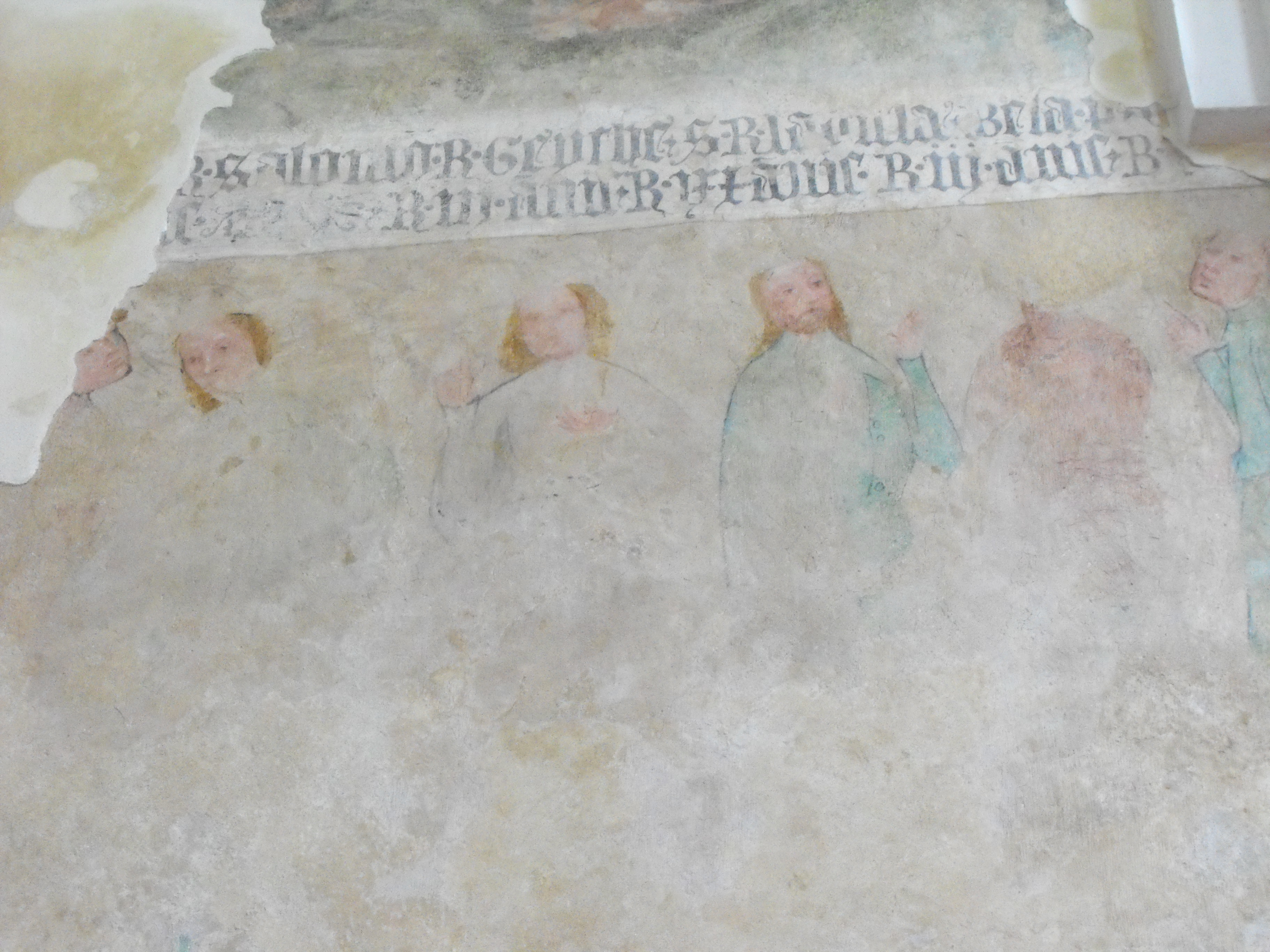
Fragmento de una banda de inscripción del siglo XIV que separa la franja de pinturas del lado norte del monasterio. A continuación se muestra una serie de reyes.
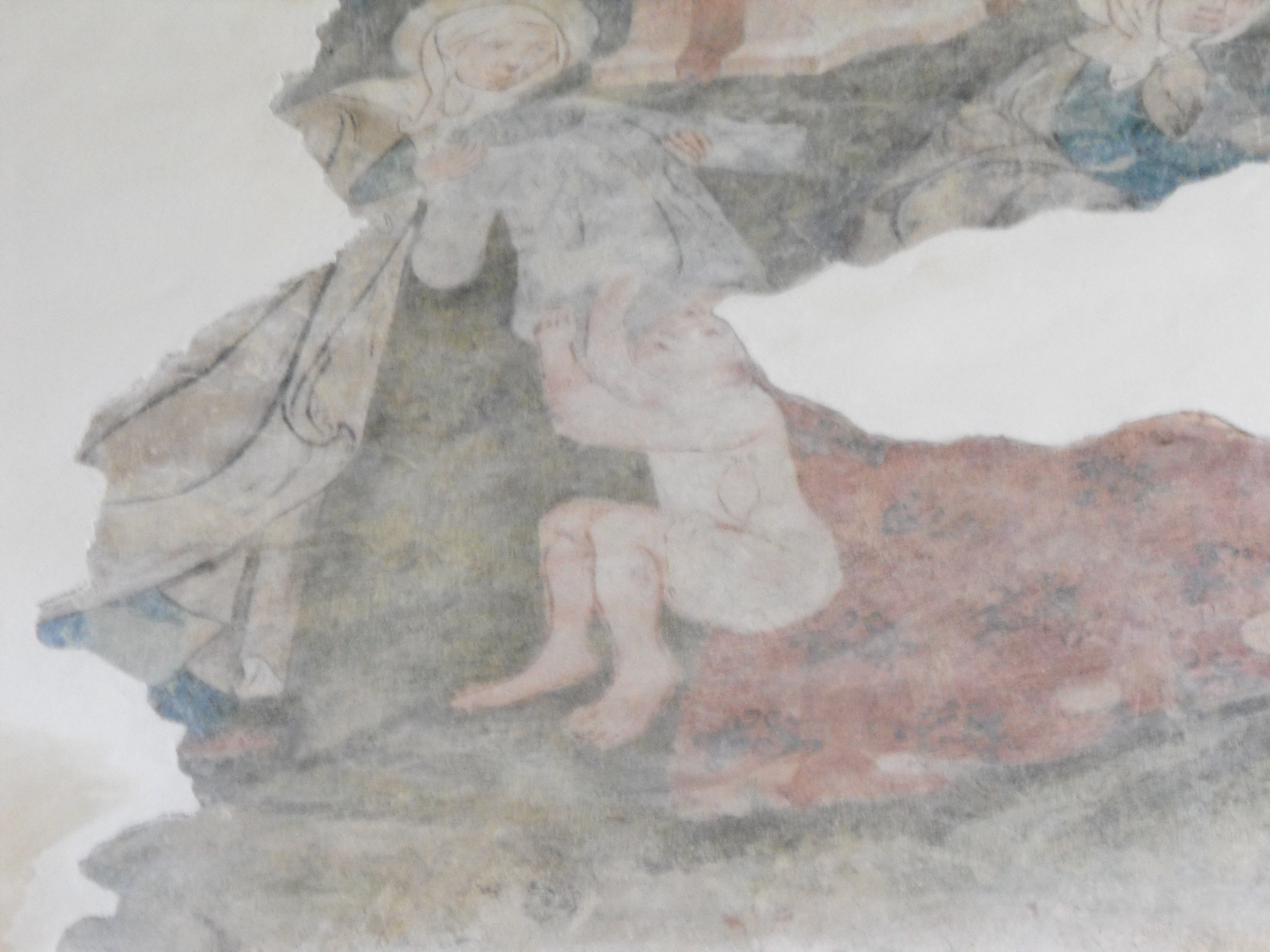
Dos santos. Pintura situada sobre un fragmento de una banda de inscripción.
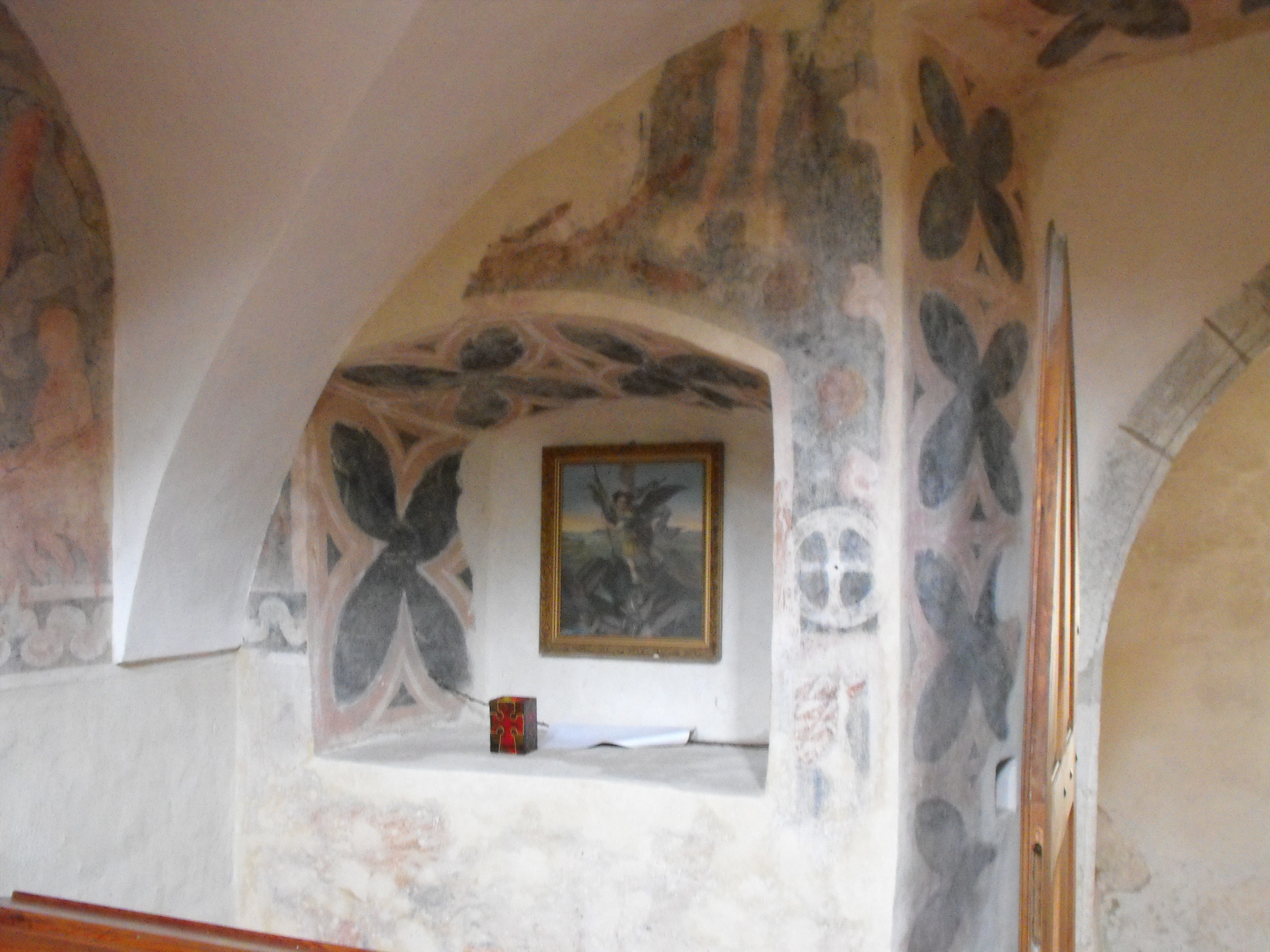
Motivos de cuatro hojas representados en la pintura del nicho izquierdo de la planta baja.
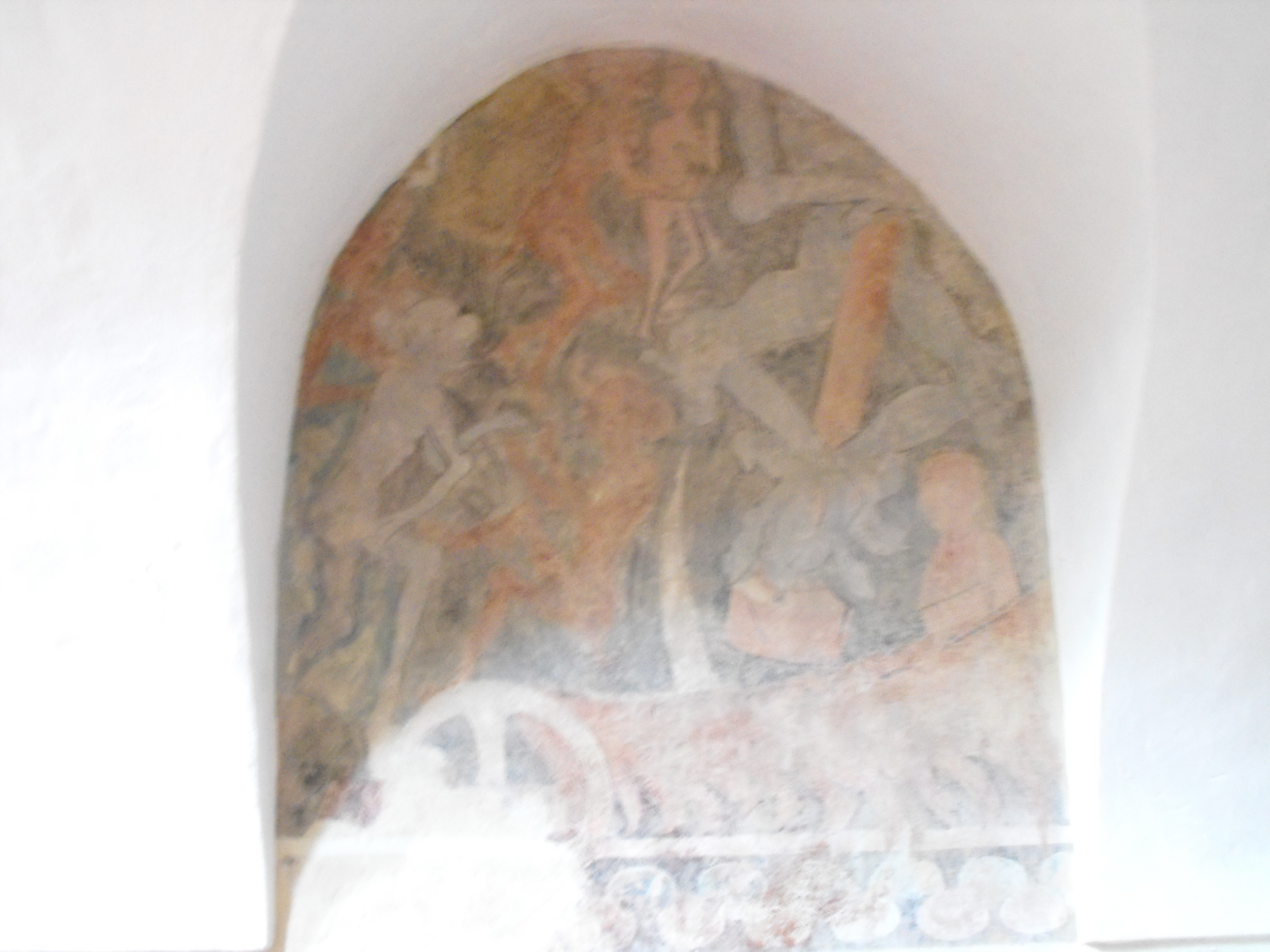
Una representación del infierno con la figura de Lucifer, una escena del Juicio Final bajo el emporio.